# The Eleven
Pour les articles homonymes, voir Eleven (homonymie).
The Eleven est une chanson interprétée par le groupe de rock Grateful Dead. Les paroles sont de Robert Hunter et la musique du bassiste Phil Lesh.
La chanson a été connue du grand public par l'album Live/Dead. Elle  a été jouée bien avant lors des concerts. Joué au début avec China Cat Sunflower puis a servi à des enchaînements avec Dark Star et St. Stephen.